# Apocalypse (Six Flags Magic Mountain)
Pour les articles homonymes, voir Apocalypse (homonymie).
Apocalypse, anciennement connu sous le nom Terminator Salvation: The Ride sont des montagnes russes en bois du parc Six Flags Magic Mountain, localisées à Valencia près de Santa Clarita en Californie, banlieue nord de Los Angeles, aux États-Unis. Elles ont été construites à l'emplacement de Psyclone, d'autres montagnes russes en bois démolies en fin de saison 2006.

## Historique

### Terminator Salvation: The Ride
Terminator Salvation: The Ride a ouvert en 2009 pour coïncider avec la sortie du film Terminator Renaissance. Son ouverture à la presse a lieu le 21 mai 2009 et deux jours plus tard au public. 

### Apocalypse
Le 3 décembre 2010, le Los Angeles Times annonce le changement de nom des montagnes russes et le nouveau thème. Terminator Salvation: The Ride devient donc Apocalypse à partir de la saison 2010. Le nouveau scénario de l'attraction se situera juste avant une hypothétique apocalypse, obligeant les passagers à fuir et à se réfugier dans un bunker pour se protéger, le scénario se basant sur la série Falling Skies. Apocalypse conservera les effets pyrotechniques et le brouillard existants sur le parcours.

## Statistiques
- Trains : 2 trains de 12 wagons. Les passagers sont placés par deux sur un seul rang pour un total de 24 passagers par train. Trains Millennium Flyer construits par Great Coasters International